# Bodianus macrognathos
Bodianus macrognathos (Morris, 1974), conosciuto come bodiano è un pesce di acqua salata appartenente alla famiglia Labridae.

## Distribuzione e habitat
Proviene dall'est dell'oceano Indiano, dove è stato localizzato nel golfo di Oman, lungo le coste del Kenya e in Somalia. Non è una specie particolarmente comune, che vive fino a 65 m di profondità lungo le scogliere, sempre in zone con fondali rocciosi.

## Descrizione
Il corpo è tozzo anche se non particolarmente ampio, solo leggermente compresso sui lati, e raggiunge una lunghezza di 62 cm. La testa ha un profilo arrotondato, negli esemplari adulti quasi schiacciato, con la mascella inferiore ampia.
La colorazione varia nel corso della vita del pesce: gli esemplari giovani sono bianchi a fasce nere, una che passa dall'occhio e termina sul peduncolo caudale e una che copre parte del dorso e la pinna dorsale. Le pinne pelviche sono prevalentemente nere. Gli adulti, invece, sono prevalentemente grigiastri, con fasce verticali più pallide. La pinna caudale ha i raggi esterni più allungati.

## Riproduzione
È oviparo e la fecondazione è esterna; non ci sono cure nei confronti delle uova.

## Conservazione
Questa specie, pur non essendo molto comune nel suo areale, è classificata come "a rischio minimo" (LC) dalla lista rossa IUCN perché non sembra essere minacciata da particolari pericoli.